# 霍塔

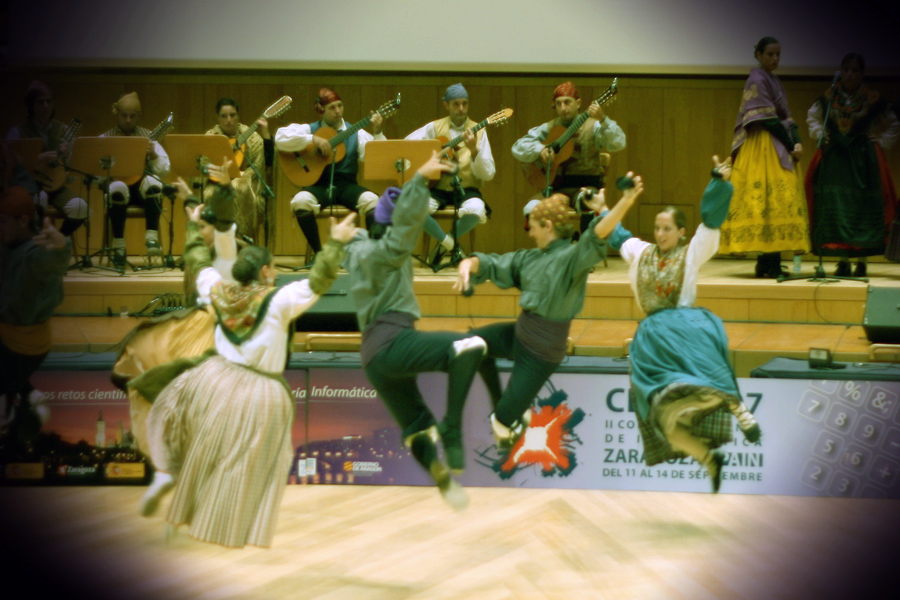
阿拉贡的霍塔舞

霍塔是一种西班牙舞曲，发源于西班牙东北部的阿拉贡地区，快速，三拍子，伴奏主要用吉他，还要应用响板，用霍塔伴奏的舞蹈疯狂、快速。
许多著名的作曲家也用这种形式创作过著名的作品，如李斯特的《西班牙狂想曲》，格林卡的《阿拉贡霍塔》等。